# جامعة جنوب كاليفورنيا
جامعة جنوب كاليفورنياهي جامعة خاصة أمريكية بحثية غير هادفة للربح ولا تنتمي لطائفة معينة تأسست عام 1880، مقرها لوس أنجلوس، الولايات المتحدة، وهي أقدم جامعة بحثية في ولاية كاليفورنيا، حافظت على لقب الجامعة الأولى في الولايات المتحدة في عدد الطلاب الأجانب -غير الأمريكيين- الملتحقين بها لمدة 12 سنة، حيث ينتمون لأكثر من 112 دولة.، إلا أنها الآن تقع في المركز الثالث. حصلت جامعة كاليفورنيا الجنوبية على المركز الثالث والعشرين أمريكيا في تصنيف عام 2011.

ترعى الجامعة مجموعة متنوعة من الرياضات بين الكليات وتتنافس فرقها في دوري الرابطة الوطنية لـ 12 رياضة. أعضاء الفرق الرياضية، والأحصنة، وفازت الجامعة بـ 94 بطولة في دوري الجامعات الوطني في منافسات الفرق، و 361 رياضي في المسابقات الفردية. و فاز رياضيون أمريكيون تخرجوا من هذه الجامعة بـ 236 ميدالية في دورة الألعاب الأولمبية، وهو الأكثر من أي جامعة في العالم.

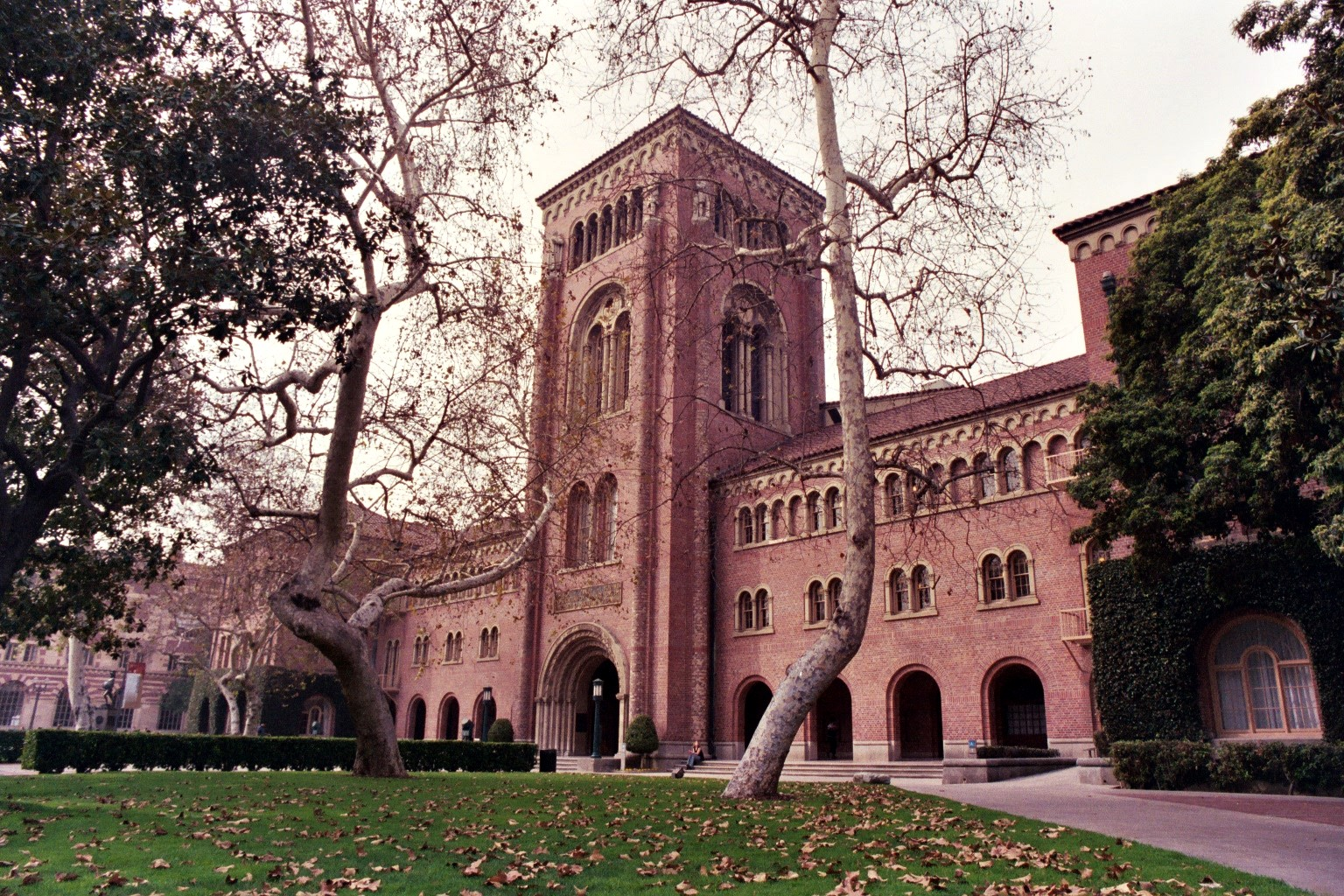
مبنى قاعة بوفارد

## تاريخ الجامعة
تأسست جامعة كاليفورنيا الجنوبية بعد جهود القاضي روبرت ويندي، الذي ساعد في تأمين تبرعات من شخصيات عدة في وقت مبكر في تاريخ لوس انجلوس. و من المتبرعين: بستانيي الميثودية، تشايلدز أوزرو، وهو الحاكم الأيرلندي الكاثوليكي السابق، جون غاتلي داوني، ومصرفي ألماني يهودي، اسياس دبليو هيلمان. مجموع التبرعات بلغ 308 قطعة أرض لإقامة الحرم الجامعي وتوفير الأموال الأولية اللازمة لتشييد المباني الأولى.
خلال الحرب العالمية الثانية، كانت جامعة كاليفورنيا الجنوبية واحدة من 131 كلية وجامعة على المستوى الوطني الأمريكي التي شاركت في برنامج V-12 و كلية التدريب البحرية التي تقدم للطلاب مسار إلى اللجنة البحرية وتعرفهم عن بحرية الولايات المتحدة.
هذه الجامعة هي المسؤولة عن 4 مليارات دولار في الناتج الاقتصادي في مقاطعة لوس انجلوس، والطلبة ينفق 406 مليون دولار أمريكي سنويا في الاقتصاد المحلي وزوار الحرم الجامعي ينفقون ما يقارب 12.3 مليون دولار.

## الحرم
حرم يونيڤرستي پارك يقع في قطاع يونيڤرستي پارك في مدينة لوس أنجلس، 3.2 كيلومترًا جنوب غرب داون تاون لوس أنجلوس. حدود الحرم هي شارع جفرسن في الشمال والشمال الشرقي، وشارع فگروا في الجنوب الشرقي، وشارع إكسپوزشن جنوبًا، وشارع ڤرمونت غربًا. منذ بداية عقد 1960، دخول السيارات والمركبات للحرم صار أكثر تشددًا وصرامة. معظم المباني تتخذ شكل العمارة الرومانسكية الجديدة.

### النقل العمومي
خط مترو إكسپو الذي يسري عليه قطار خفيف بدأ العمل منذ 2012. الخط الآن يسير لغاية كلڤر ستي وسيتم توسيعه لغاية سانتا مونيكا في 2015. خط إكسپو يتوقف في ثلاث محطات عند حدود الجامعة، وهي جفرسن/يو إس سي (محطة) [الإنجليزية] وإكسپو پارك/يو إس سي (محطة) [الإنجليزية] وإكسپو/ڤرمونت (محطة) [الإنجليزية]. بالإضافة لهذا، يخدم الحرم الرئيسي العديد من مسارات باصات هيئة نقل مقاطعة لوس أنجلوس المتروبوليتية بالإضافة لخط باص داش إف.

## الأبحاث
أنفقت إدارة الجامعة ما يقارب 415.2 مليون دولار أمريكي على الأبحاث سنة 2007، وجزء كبير من التمويل جاء من الوكالات الفيدرالية: وزارة الصحة والخدمات البشرية الأمريكية منحت الجامعة 182.4 مليون دولار أمريكي، ومنحت وزارة الدفاع الأمريكية مبلغ 45.7 مليون دولار، والمؤسسة الوطنية للعلوم منحت للجامعة مبلغ 41.8 مليون دولار. وبلغ مجموع منح الطلاب الشخصية مبلغ 43.1 مليون دولار، وبلغت مساعدة بحوث الشركات 30.6 مليون دولار، والتمويل الحكومي المحلي بلغ 28.1 مليون دولار.

## الاختصاصات
تقدم الجامعة 95 اختصاص و 147 من الاختصاصات الصغرى والكبرى. و فيها 134 برنامج ماجستير مختلف. و 17 درجة دراسة مهمة.

## الرياضة

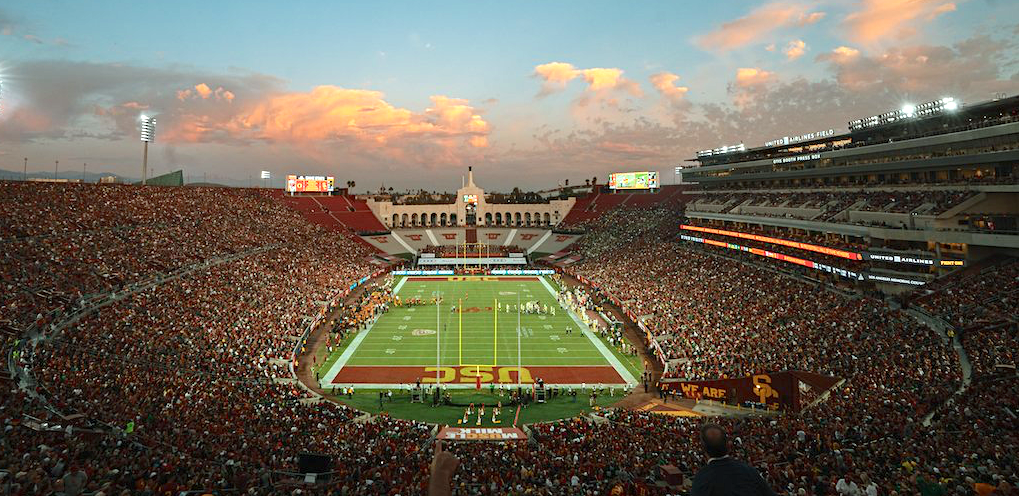
يعتبر ملعب الجامعة أو لوس أنجلس كولوسيوم من أكبر الملاعب الأمريكية سعة للمتفرجين و من أشهرها

تشارك الجامعة ببطولات الجامعات. و يعتبر الخريجون منها هم الحاصلين على أكثر ميداليات أولمبية على الإطلاق مقارنة ببقية جامعات العالم. فلو كانت الجامعة دولة مستقلة لكانت في الترتيب الـ 12 عالمياً لإن خريجيها الرياضيين حصلو على 122 ميدالية ذهبية و 76 ميدالية فضية و 60 ميدالية برونزية. و منذ سنة 1912 تعتبر هذه الجامعة الأكثر حصولاً من بين جامعات العالم على الميداليات الذهبية وهي الوحيدة الحاصلة على ميدالية ذهبية واحدة على الأقل في كل أولمبياد صيفية منذ سنة 1912.

## الفنون والسينما
و بسبب قرب الحرم الجامعي إلى هوليود وبسبب وجود كلية الفنون المتقدمة في الجامعة تم تصوير العديد من الأفلام في داخل الجامعة. و من هذه الأفلام: فورست جامب (فيلم) ورحلة الطريق (فيلم) وهارولد وكومار يذهبان إلى مطعم القلعة البيضاء (فيلم) وداي هارد 4.0 والعدد 23 (فيلم) والشبكة الاجتماعية والخريج (فيلم) وانتوريج و24 (مسلسل تلفزيوني) وذا أو سي (مسلسل) ومويشا وأمير بيل إير الحيوي (مسلسل) وهاوس (مسلسل) وإيلياس (مسلسل أمريكي) ومونك وبنات غيلمور والحجرة (فلم) و غيرها.

### أشهر الخريجين
قائمة تذكر بعض أبرز خريجين جامعة كاليفورنيا.
- نيل آرمسترونغ، أول إنسان خطى على القمر.
- جورج قاسم، أول أمريكي عربي يفوز بمقعد في الكونغرس الأمريكي.
- ريبيكا سوني، سباحة أمريكية و بطلة أولمبية
- محمد مرسي، رئيس مصر الأسبق.
- معروف البخيت (سياسي أردني)
- فايز الطراونة (سياسي أردني)
- جوزيف إيلي عون
- غازي القصيبي، وزير الثقافة السعودي السابق وأديب
- أسامة الملولي، سباح أولمبي تونسي
- ايف توريس، مصارعة سابقة في wwe
- كمال الودغيري، مهندس اتصالات وعالم فضاء مغربي يعمل في وكالة الفضاء الأمريكية ناسا
- محمد الذنيبات (سياسي أردني)
- الأميرة سلمى بنت عبدالله الثاني (أميرة أردنية)